# (5322) 1986 QB1
(5322) 1986 QB1 là một tiểu hành tinh vành đai chính. Nó được phát hiện bởi Henri Debehogne ở Đài thiên văn La Silla ở Chile ngày 26 tháng 8 năm 1986.